# Épipactis à larges feuilles

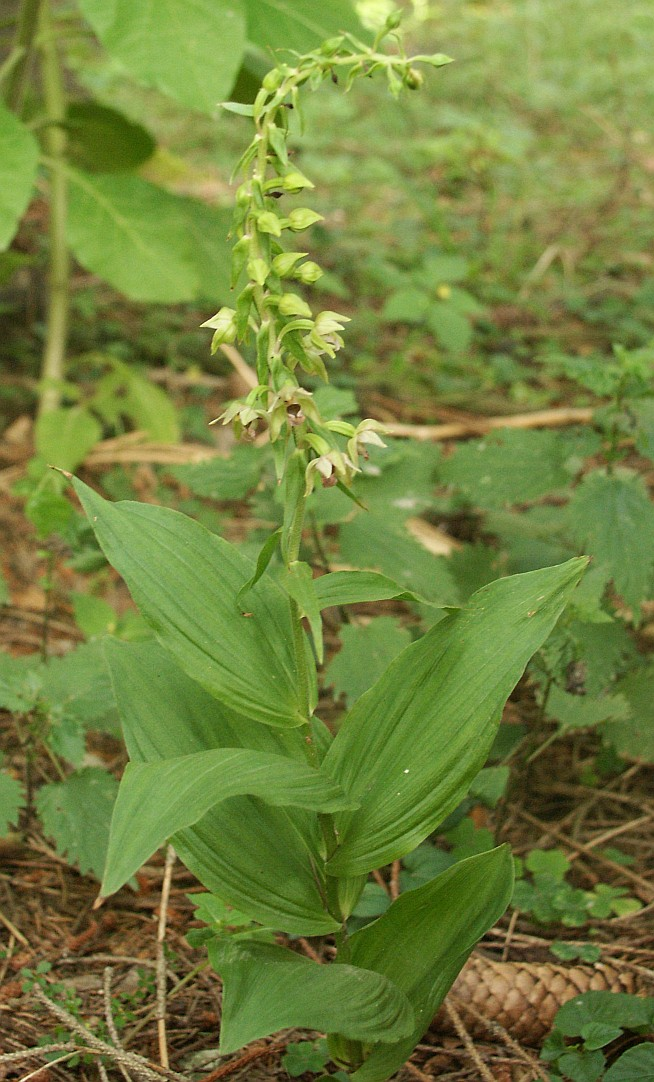
Epipactis helleborine.

Epipactis helleborine
Espèce
Statut de conservation UICN

 LC  : Préoccupation mineure
Statut CITES
L'épipactis à larges feuilles (Epipactis helleborine) est une espèce de plantes herbacées vivaces de la famille des Orchidacées que l'on rencontre en forêt ou spontanément dans les parcs et jardins des villes et campagnes.

## Description
- Plante

Géophyte à rhizome épais mais court, portant de 1 à 3 (jusqu'à 6) tiges robustes de 40 à 100 cm, à nuance violacée, supportant 4 à 10, parfois 15 feuilles, d'un vert foncé, à bords droits et finement denticulés.
- Organes reproducteurs
  - Couleur dominante des fleurs : vert
  - Période de floraison : juin-septembre
  - Inflorescence : racème simple
  - Sexualité : hermaphrodite
  - Ordre de maturation : habituel: de bas en haut de l'inflorescence

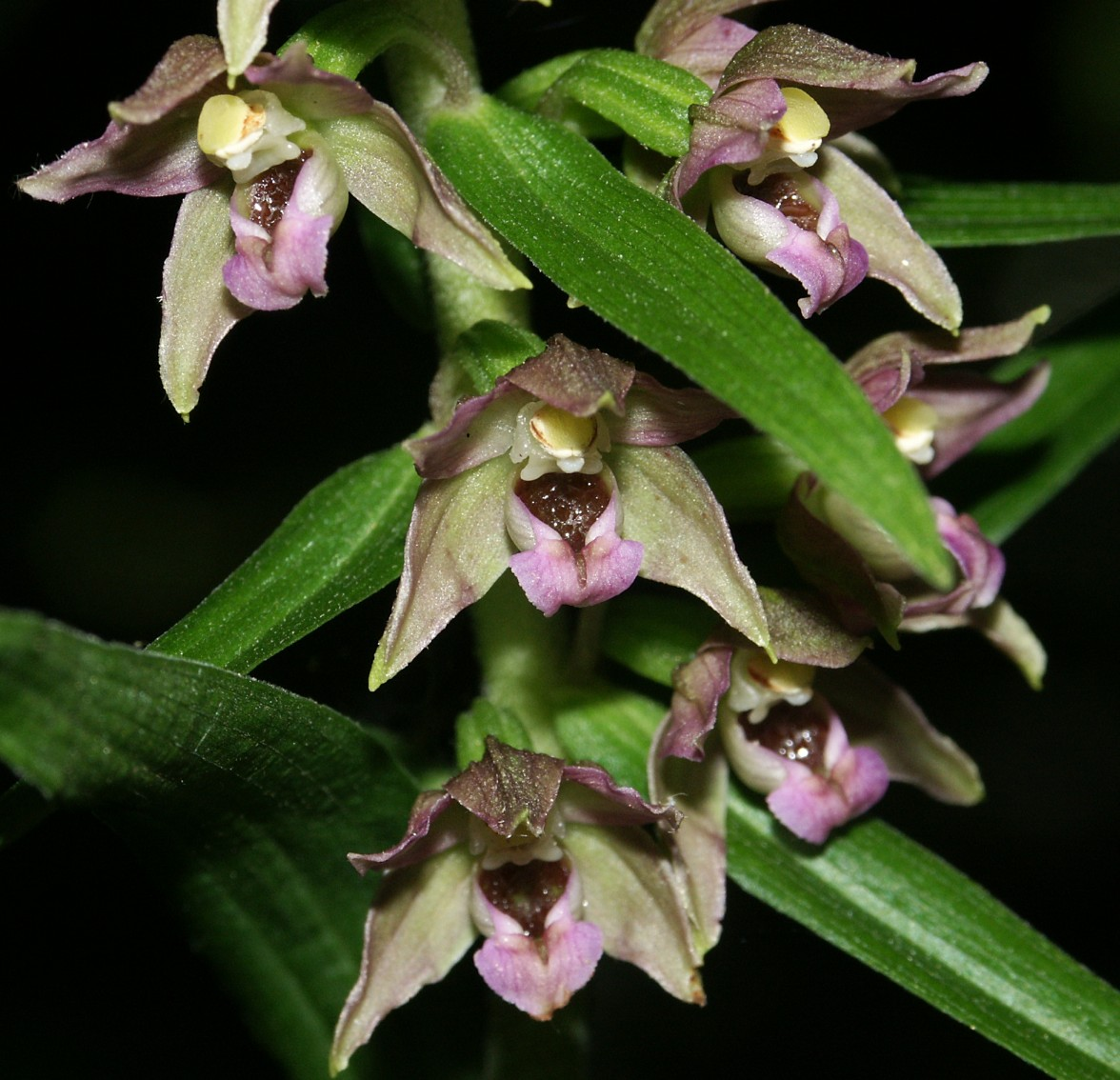
fleurs.

  - Pollinisation : entomogame
- Graine
  - Fruit : capsule
  - Dissémination : anémochore

## Biologie
Les pollinisateurs confirmés sont des fourmis, mouches, coléoptères (Cantharis rustica...), des bourdons et des guêpes (Vespula vulgaris, Dolichovespula sylvestris...).
La plante produit du nectar facilement accessible aux visiteurs en tout genre, son hypochile nectarifère ayant une forme de coupe.
En 2005 des chercheurs ont mis en évidence que son nectar contient de l'oxycodone en petite quantité. Cette molécule est un opioïde créé en laboratoire avant d'être identifiée naturellement. Elle est utilisée comme antalgique pour les douleurs fortes et est considérée comme stupéfiant en France.
L'hybridation se fait avec Cephalanthera damasonium et d'autres espèces d'épipactis.

## Répartition
- Aire de répartition : eurasiatique, se répand dans le quart nord-est des États-Unis depuis 150 ans.
- France : espèce courante, sauf dans les départements suivants : Finistère, Gers, Landes.
- Belgique : commune.

## Habitat
Habitat type : sous-bois herbacés médioeuropéens, planitiaires à montagnards, de 0 à 2 000 m.

## Vulnérabilité
En Belgique, l'espèce est légalement protégée. En France, l'espèce est classée "LC" : Préoccupation mineure. Elle est néanmoins protégée en Aquitaine et dans le Nord-Pas-de-Calais.

## Galerie

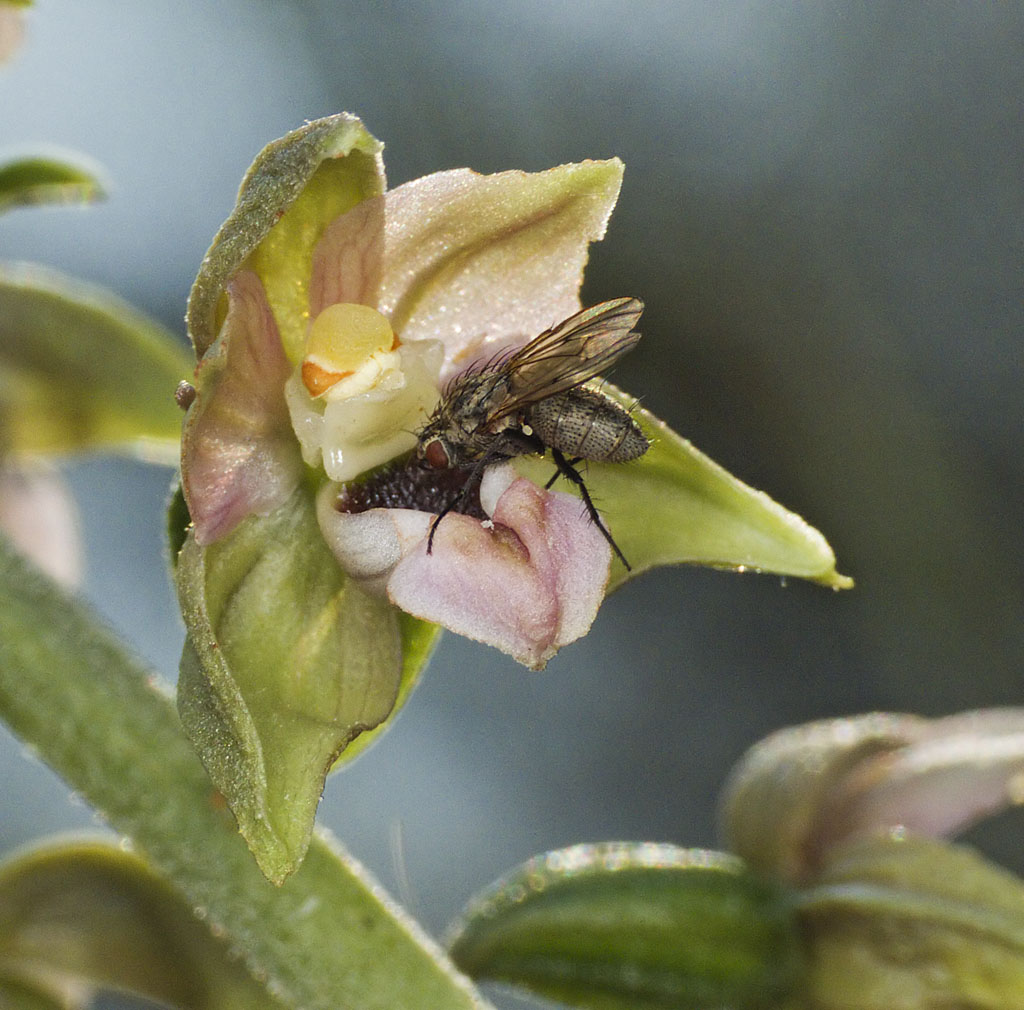
Fleur visitée par un diptère.
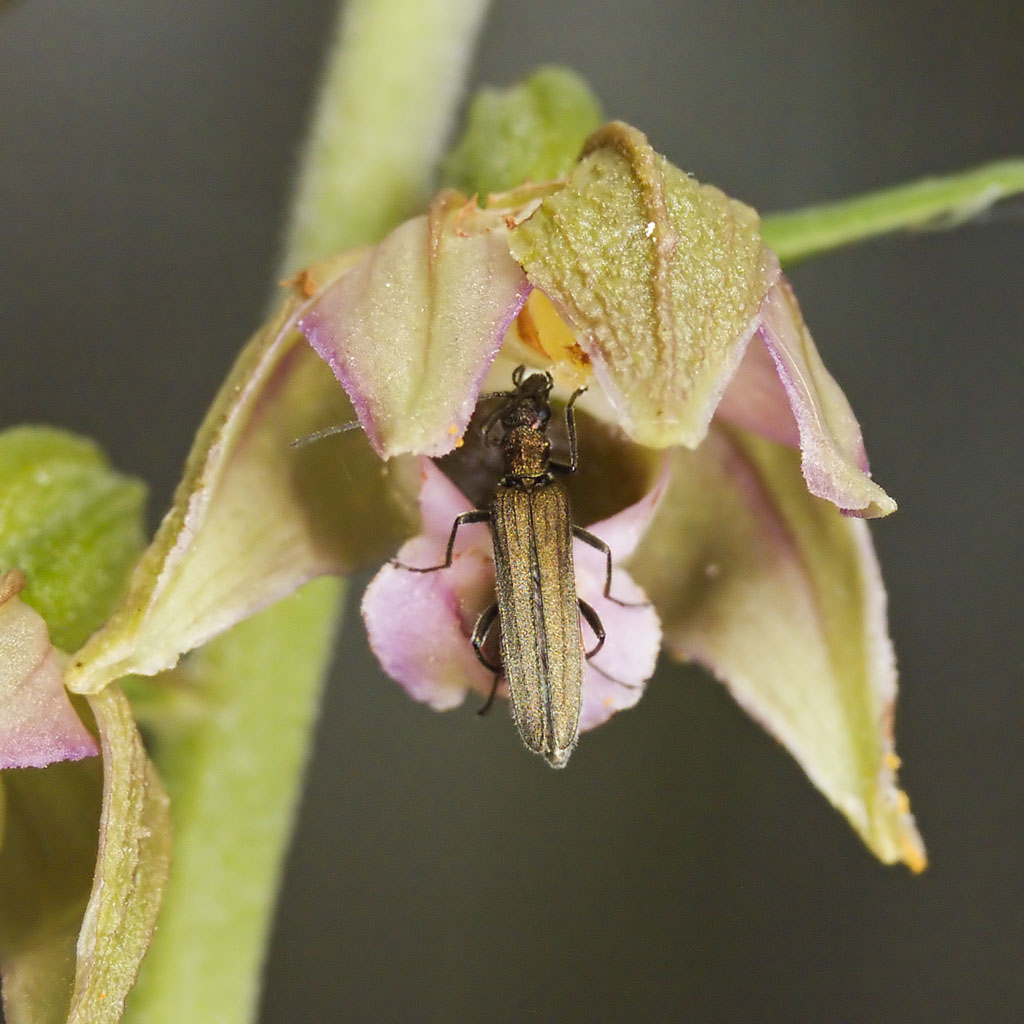
Fleur visitée par un coléoptère.